# ニコチン中毒
ニコチン中毒（Nicotine poisoning）とは、ニコチンの過剰摂取によって毒の作用が生じている状態。ニコチンによる薬物中毒である。同じの訳語のニコチン中毒(Nicotine intoxication)は、ニコチンによる精神症状である。依存症については、ニコチン依存症を参照。

## 症状
ニコチンは自律神経系、中枢神経などに作用する。少量では刺激であり、大量時には中枢神経抑制によって呼吸停止がありえる。しかし、嘔吐作用によってある程度が嘔吐され吐き出されることも多い。末梢血管収縮、血圧上昇、心拍増加などが起こる。タバコなど経口から摂取した場合に、症状は15-30分で出現し、半減期は1時間である。歴史的にニコチンの致死量は成人で60mg程度（30-60mg）と記載されている。しかしこれは動物での半数致死量(ウサギ:50mg/kg, ラット:140mg/kg)よりもかなり低い。実際の致死量は0.5gを超えるとする文献もある。
急性症状は、脱力感、発汗、悪心、嘔吐、腹痛、便意、また、頭痛、不安、震え、頻尿、顔面蒼白、錯乱などであり、高用量では、血圧低下、不整脈、呼吸困難、致死量では全身けいれん、意識障害が生じる。また、非喫煙者では少量でも重篤な症状が生じることがある。

## 治療
ニコチンには解毒薬はない。
小児のたばこの誤食では、従来紙巻きたばこ1本が致死量とされたが、8割が無症状で死亡例がないため胃洗浄を行わない例も増え、無症状から軽症では無処置で2時間観察する方法もある。日本中毒情報センターでも無症状では無処置と経過観察を推奨している。小児科学会は、2cm以下や症状がなければ4時間の経過観察を推奨しているが、症状があれば胃洗浄を推奨。ロッキーマウンテン中毒センターは、2本までは口のすすぎ、4本までは活性炭の投与を追加、それ以上で胃洗浄とするが、それ以上というのは子供の誤食ではありえず観察を意味する。摂取した場合、飲み物は吸収を早めるため禁忌となる。過去100年間の子供の誤食ではおよそ1170例で死亡例がないが、成人の意図的な服用では、子供の誤食とは異なり重症化や、死亡例の報告がある。呼吸困難となれば、人工呼吸器も必要となる。
禁煙補助のためのニコチン製剤では、ニコチンパッチを使用している際のたばこの喫煙は中毒症状が出現することがあり、心筋梗塞、不整脈などが発症したとの報告もある。急性症状が出現した場合には、パッチをはがし貼り付け部を水のみで洗う。ニコチンガムを誤飲した場合、体内の酸性の環境ではニコチンは吸収されにくいため比較的安全である。子供のガムの誤飲でも経過観察で済んだ例がある。
日本中毒情報センターに電話でのタバコ専用相談が設けられている。
しかし、すでに水に溶けたニコチンは吸収が早く症状も重いとされ、作物としてのタバコ収穫作業従事者の間では経皮吸収による生葉たばこ病と呼ばれる急性中毒が発生することがある。ニコチンの溶けだした溶液を飲み込んだ場合、胃洗浄を行う。

## 研究
日本薬理学会学会誌においてビタミンB1によるニコチン拮抗作用が報告されている。人体を対象とした実験では、多量投与によって喫煙時の一般症状（顔面蒼白、悪心、嘔吐、振戦、呼吸促迫、心悸亢進等）が著しく軽減したという報告がある。